# Conchioline
Conchioline of conchine is een eiwit (een organische stof) waaruit het periostracum en het ligament van weekdieren is vervaardigd. Deze stof is verwant met chitine dat het hoofdbestanddeel van het skelet van insecten en schaaldieren vormt.